# Lombaya
 (juillet 2021).
Lombaya est une commune du Cameroun situé dans la commune de Kentzou (département de la Kadey, région de l'Est).

## Population
Lors du recensement de 2005, la commune comptait 205 habitants, dont 108 femmes et 97 hommes.